# Mametz, Somme

Mametz este o comună în departamentul Somme, Franța. În 1 ianuarie 2018 avea o populație de 183 de locuitori.